# Dynamenella platura
Dynamenella platura är en kräftdjursart som beskrevs av Giuseppe Nobili 1906. Dynamenella platura ingår i släktet Dynamenella och familjen klotkräftor. Inga underarter finns listade i Catalogue of Life.